# フランケン・ふらん
『フランケン・ふらん』は、木々津克久による日本の漫画。『チャンピオンRED』（秋田書店）にて、2006年9月号と2007年2月号に読み切りとして掲載された後、2007年8月号から2012年3月号まで連載。その後、『フランケン・ふらん Frantic』（フランケン・ふらん フランティック）と改題して2019年4月号から連載再開。
生物学者によって造られたつぎはぎだらけの人造美少女「ふらん」が得意の人体改造技術で人々に貢献しようとするホラー・コメディで、体にまつわる問題を抱えた依頼人が毎回現れ、彼女がその外科技術を以って問題を解決するという内容。手術シーンにおける直接的な描写やブラックジョークとも取れるグロテスクな人体改造、そうした生生しい描写と相反する、美少女としての主人公造詣のギャップに特徴を持つ。タイトルや主人公のデザインから察するにフランケンシュタインをモチーフにしている模様。表紙のデザインは大概色っぽい絵となっているが、カバーを外すとおぞましい絵に差し替えられている。また、裏表紙はその巻で比較的ハッピーエンドに終わった話を突き落とす後日談が語られているものもある。
『チャンピオンRED』2009年9月号のスペシャル付録として、ドラマCDが製作された。
2018年には、木々津の連載作品である『開田さんの怪談』とコラボした読み切り作品「フランケン・ふらん対開田さんの怪談」が『月刊チャンピオンRED』9月号に、「開田さんの怪談VSフランケン・ふらん」が『週刊少年チャンピオン』35号に掲載された。このコラボ作品が縁となって『チャンピオンRED』2019年4月号より「フランケン・ふらん」の連載が再開された。同年6月のコミックス1巻発売に併せて連載も「フランケン・ふらん Frantic」に改題された。

## 登場人物
ふらん
斑木邸に住む少女。本名は「斑木ふらん」。斑木博士の血縁者ではなく「最高傑作」らしく、人間離れした外科技術を持つ。頭の左右にフランケンシュタインのような電極がはまっており、体中にツギハギしたかのような縫い目がある。ただしぱっと見ではあくまで普通の少女然とした容姿で、フラフラした仕草と語尾が間延びした口調が特徴的。制服を着て学校にも行くこともあるが、ライフワーク程度に気が向いたら通うような感じであり、その都度別の学校に行っているようである。その凄まじい手術手腕は生徒の間でもその都度広まっているようで、色々な相談をされる。
大抵のことには動じない、飄々とした性格とぼんやりした印象を持つ一方、依頼人の願望は鋭く見抜く洞察力を持つ。依頼人の願望をそのまま実現するが、それは時として異常な事態に発生することもしばしば。が、たいがいはあっけらかんとすませてしまう。基本的に誰がどんな目的で依頼をしてこようと気にせず、お互い敵対している2勢力からの依頼を両方引き受けるなども平気でやる。また、情にもろく、たとえ嘘であっても感動を誘うような依頼をされると疑わずに喜んで引き受ける。手術の際には、本人曰く、｢マイナーチェンジ｣として腕を増やして猛スピードで手術する。
その穏やか？な佇まいとは裏腹に、天使博士が襲われた際には報復しようとするなど、「やられたらやり返す」主義のようである。
ヴェロニカに対しては、問題行動抑止やしつけのために、スイッチを押すと激痛が走る機構を取り付けたり、バラバラにして放置したりすることもある。
人造人間ゆえか限りなく不死身に近く、通常なら致命傷となるような怪我を負っても死なず、そのような状態でも手術が可能である。
身体的・肉体的に人間の弱い所への意識が鈍く、また好奇心も強いため、稀有な症例の患者相手に麻酔なしで悲鳴を上げているにも拘らず手術を笑いながら続行することもある。最終巻にて沖田と兄妹だったことが示唆されている。
ヴェロニカ
斑木博士が自身を護衛させるために作った生体暗殺兵器。高い戦闘能力に加え、爆発物の取り扱いや野外でのトラップ技能も修得しており、下腹部付近には自爆用の爆弾が仕掛けられている模様。顔に大きな×字の縫い目が走る。ふらんの後に作られたためか、当初はふらんを「お姉様」と呼んでいたが、時が経つにつれ「ふらん」と呼び捨てにするようになっている。最初こそ襲い掛かってきたり散々な目に遭わされたりしていたものの、ふらんが傷つけられたりすると激昂するなど、姉思いである。
右腕に巨大なギロチン、左腕には鋭利な刀剣を仕込んでいるほか、柄頭にも鋭利な刃をつけた短剣を所持。学校に通う際のかばんにも凶器が無数に仕掛けられている。「殺しは相手が苦しまないように」を戦いに対する礼儀としている。そのためか、彼女に切り裂かれたものは苦悶の表情などを浮かべていることは少ない。ふらんや研究所を守るために日夜戦っており、ピンチに陥ったふらんを救うことも多い。本作の中ではかなり常識的な人物。幽霊や呪いなどの怖い話が苦手。先代がいたことが明らかになっている。状況次第では大量の武器を生徒の前で使うことも辞さない物騒な気質のためか或いは襲い掛かられたためか、ふらんによってリモコンで激痛が走る機構が組み込まれている。
「どのような形であれ生命として機能していれば良い」という価値観のふらんに対し、「苦しい生よりも安楽な死」を救いと謳うヴェロニカは、ふらんのアンチテーゼ的な存在である。また、ふらんが恋愛には無関心なのに対し、ヴェロニカは性的な話題を振られた際に顔を真っ赤にして断ったりするなど純情派である。
戦闘型であるためか、アギト（後述）との戦いやヒーロー番組など、闘うことに興味を見出すことが多い。
斑木博士に対する忠誠心は強く、ふらんよりも自分に頼ってくれたと思った時はかなり嬉しそうにしていた。また、女性同士の恋愛に興味を示したり、ふらんから好きな人を聞かれて戸惑うなど、ふらんに対して特別な感情を持っているような素振りがある。
アドレア
体中に包帯を巻かれた、ミイラのような姿をした女性。体内に人体の様々な臓器を格納している臓器携帯人間。包帯の下には体中に付着したチャックがあり、そこから各部位の内臓を取り出し、ふらんが臓器移植等の手術をする際に提供する。筋肉を含むほとんどの臓器を取り出しても死ぬことはない。
包帯に隠された素顔はおぞましい無数の触手がある怪物。この触手で他人を取り込むことで臓器を取り出せるようであり、取り込んでも無傷で出すことも可能。また、大量に臓器を取りこむと肥満体のような姿となる。単行本3巻の最終話で元々は人間だったことが明らかになる。口数は少ないが普通にしゃべることができ、コミュニケーション能力は高い模様。ヴェロニカに付き添って学校に行くこともある。
沖田（おきた）
精悍な若者の顔と猫の体を持つ人面ネコ。オス。サポートから突っ込みも含めて、ふらんと行動を共にすることが多い。人間の肉体と接続することで、見た目にはごく一般の成人男性の姿をとることもある。ふらんの行き過ぎた手術に戸惑い忠告することもあるがふらんの耳には届いておらず、体が猫のため実力行使も不可能なので大概は静観している。まれにメス猫に恋をする。
ふらんから好きな人を聞かれた時には、『ふらん』と即答している。最終巻にてふらんと元々兄妹だったことが示唆されている。
ハウル
犬の顔と成人男性の肉体を持つ執事。ふらんをお嬢様と呼び、電話持ちやお茶淹れをしている。素行は落ち着いていて上品。
フラゴン
黒マントに帽子をかぶった従者。容姿のせいで正体不明だが、優れた嗅覚や一部露出した鼻を見るに豚の可能性が高い。
オズワルド
全身棘で覆われた犬とトカゲを足して2で割ったような見た目の小型な生命体。電気振動に敏感で、短波通信を使って会話する。
その他の人工生命体
斑木邸にふらんと共に住んでいる者達。一人一人ちゃんと名前を持っているようである。その姿はどうみても「化け物」だが、B級ホラー映画を泣くほど怖がるなど意外な一面もある。また、手術の際は助手としてふらんをアシストする。まれに人間を襲うらしい。
斑木 直光（まだらき なおみつ）
世界大戦中に生化学部隊に属し、「生物学の悪魔」と呼ばれるほどに名を馳せた科学者。生物工学においてトップクラスの頭脳を持ち、その外科施術は時として死した人間をも蘇生させるものだったらしく、「蜘蛛の糸」とも称えられた。戦後は研究のため海外を転々とし、近年帰国したらしい。現在所在地不明。在命であればかなりの高齢だと考えられる。高度の科学発達を証明した第二次世界大戦を、信仰を風化させる「神を殺す戦争」と定義していた。
天使博士（あまつかはかせ）
斑木とは旧帝時代からの友人。英国で爵位（子爵）を授かるほどの功績者。神の存在について斑木と賭けをしていた。ふらんにも内緒でガブリール(後述)と密かに通じており、デリケートな彼女の体の定期メンテナンスを行っている。
久宝 るみ子（くほう るみこ）
警視庁のキャリア組の刑事。何かとふらんに関わる事件を担当することが多く、そのたびにトラウマを受けている。そのストレスのためか頭痛もちで薬が欠かせない。
作中、ふらんの改造手術によって無限に増殖してしまうという特性を得る。その後、ふらんによって抑止に成功するも、この際残っていた増殖体と殺し合いをし、最後に残った1人がオリジナルとしてそのまま仕事に戻った。
この特性はふらんが任意に再発させることができるようで、ガブリールの足止め兼鬱憤晴らしのために再び増殖させられた。
ふらんの技術や知識に対してだけは信頼しているものの、ふらんらは問題行動が多いため通り魔事件が起きたりしたときは疑ったりする。
伊集院（いじゅういん）
フランと縁のあるジャーナリスト。フランに関わるたびに死にかけるが、なんとか生還を果たしている(最終回のふらんの夢は別として、ゾンビ化した回が最後の出番であり、虐殺に巻き込まれたと思わせる幕引きだったが、同話収録の7巻カバー裏にて生存が確認されている)。
アギト
かなり特徴的な外見を持つ殺し屋。初登場は3巻。
目的を一切気にしないふらんによって、研究所を襲撃するために不死身の肉体を得るも、ヴェロニカに阻まれる。その後もふらんに改造してもらい何度もヴェロニカと闘うも、研究所周辺に広がる森で出会った女性に恋をし、戦線を離脱する。なお、この女性は生粋の殺戮兵器だったものが自我を持って独立した存在で、のちにアギトの危機を救った。アギトをけしかけた組織はヴェロニカが偶然壊滅させて、半分は自滅している。
センチネル
ふらんが改造した正義を名乗る改造人間。4巻にて登場。のちに、2号・V III・センチネルマン（4号）が登場する。ふらんの改造手術によって、センチネルマン以外は超常的な身体能力を得ている。全員正義感が強いが、(センチネルマン以外)その正義感故に悪を成しているという仮面ライダーのパロディ。
1号/東堂タケシ
元アスリートで足を壊してふらんに治療してもらったものの、出場した大会で他の選手がドーピングにより悪質な肉体改造をし、それと同等と見なされたことで周囲から白眼視されてしまう。それを振り払うように肉体改造を行い、得た力で犯罪者を制裁することに情熱を見出すようになる。しかし、正義の名の元に行われる殺人は周囲から憎しみを買ってしまい、同じく改造手術を受けた者たちから復讐された結果、さらに強力な力を得るために再手術を依頼。だが、その姿はもはや怪人のそれであった。この時、元に戻れる保証はないと言われ、実際一度断られているが、どうやら元に戻れたようである（この間、日本から離れていたということになっているようである）。
2号/十文字ハヤト
センチネル1号に助けられた青年で、正義にあこがれ改造手術を依頼した。その後は平和な毎日に退屈していたが、悪の組織ブラックロータス（後述）に遭遇したことでブラックロータスを滅ぼすために行動を開始する。本拠地を襲撃するも、その時に衝撃の事実を知り、各地でブラックロータス絡みの慈善団体を滅ぼして回っている。また、1号が通っていた喫茶店を本拠地としているようで、のちに1号とは合流している。怪人姿の1号を一度ブラックロータスの怪人と勘違いして襲っている。センチネルに助けられてからトレーニングを積んでいたせいか、パワーは1号より強いらしい。
V Ⅲ/風切支郎
VENGEANCE Ⅲの略で、センチネル1号・2号によって滅ぼされたブラックロータス絡みと思われる人たちが、集めた募金などで改造を依頼した『復讐者』である。その力は1号・2号の戦闘能力を上回っており、2人を同時に相手にしても圧倒できる。元々は妹と母親を殺された怒りや他の人たちの仇討ちのために戦っていたが、やがて復讐を快楽として捉える復讐中毒症候群を引き起こし、復讐する理由を作るためにわざと本拠地の位置や情報をセンチネルたちに漏らすという暴走をしてしまう。このことから、ブラックロータスのメンバーからは不審を抱かれるようになるが、その一方で1号・2号からは実はいい奴なんじゃないのかと思われている。やがて、(倒すと復讐が終わってしまうと言う理由により）いつまで経ってもセンチネルを倒せないことで立場が危うくなってしまい、新たな復讐要因としてセンチネルマンの製作をふらんに依頼する。後に、ブラックロータスの復讐支援団体が解散になったことで資金源を失ったが、「働きたくない」と言う理由から子供を騙して金を巻き上げ、さらにはセレブ層を騙し、環境保全に力を入れる会社の幹部を1号・2号に殺させることで恐怖を煽り、莫大な資金を手に入れるが、一方的に悪役に仕立てられたブラックロータスによって、セレブ層に真相を暴露されてしまう。
センチネルマン/結城丈太郎
ブラックロータスの怪人から子供たちを守ろうとして右腕を切断され、V Ⅲの復讐に巻き込まれ殺害された一般人の青年である。V Ⅲがふらんに手術を依頼し、失った右腕のかわりに再生用幹細胞の培養タンクを移植された。身体改造は施されていないため力も能力も一般人並みだが、幹細胞により体の半分を損傷しても再生する体質を獲得しているが痛覚は残っている。戦闘で普通なら死んでいる状態で苦痛にもだえる姿をさらすことでV Ⅲの復讐心を掻き立てることこそが、彼をフランによって改造させた理由である。V Ⅲに1号・2号が悪であると唆され、さらに1号・2号に｢地球を救うため、人間を殺し環境を破壊し、戦争を拡大させる手助けをしている｣と言われたためV Ⅲの言葉を信じるようになり、センチネル4号として戦闘力自体は何も強化されていないのに1号・2号と戦い続けることとなった。

ブラックロータス
世界で暗躍する悪の組織。目的のために優秀な研究者の誘拐などをしているが、研究内容は砂漠の緑化などおよそ征服とは無関係のものばかりとなっている。
その目的とは、地球のガンたる人間を繁栄させることで、地球を滅ぼすことである。そのため、綺麗な水を生成する装置などをボランティアで配布するなどの慈善団体として行動し、子供や老人などの弱者を救済し、団員の家族に仇討ちをいさめ、破壊や争いを否定し、愛と友情を説いている。
ガブリール
人狼ガブリールと呼ばれているバカニア（国の許可を得た私掠海賊）の女リーダー。ふらんよりも前に作られ自身を姉だと言っているが、人造生命体なのか改造人間なのかは不明。目の下と首に縫い目があり、両手足にコルセット状の保持具を装着している。
骨・筋肉・内蔵・脳などを細かく分割して自在に組み替えられるようにしたトランス・フェノメナと呼ばれる機構を内蔵しており、自在に変身する能力を有する。また、毒を打ち込まれたとしても各部位が対応して吐き出してしまう上、PTNTはおろか小型の核爆弾ですら倒すことができないという、ヴェロニカを上回る生物兵器。さらには単純な戦闘能力に加え、用心深く狡猾な頭脳も併せ持つ極めて恐ろしい存在である。
変身能力はヘッドフォン型のコントローラーで制御しているらしく、発動の際にはダイアルを回し、任意に変身することが可能。トランス・フェノメナは強靭な精神力で制御しないと暴走し、最後には肉の塊になってしまうという不安定な欠点を有しており、斑木博士は開発を諦めたようである。能力の反動ゆえか全身が病気であり、全身の筋肉痛や嘔吐感などの不調に日常的に悩まされているためかなりのストレスがたまっているが、それらは絶対に顔には出さない性格。
口を開けばマシンガンのように罵声が飛び、他人を呼ぶ時にはクソ○○と呼ぶほど口が悪いが、天使博士には定期メンテナンスの縁があるためか襲われた時は復讐を実行に移すなど完全に冷血ではない。ただし、それ以外の人間については、彼女の指揮するバカニアも含めて無抵抗の人間にも発砲し略奪をおこなうような外道である。また、天使博士から臨時教員を頼まれた際に｢殺人はするな｣と言われた時は律儀にそれを守っていた。
嗅覚に優れており、そこにどんな人種が何人いたかなどを嗅ぎ分けることが可能。臭いの分子を単数で拾えるらしいが、オフには出来ないため様々な臭いがごった返す空間を｢地獄｣といっていた。
あまり物事に執着しない性格なのか、一度はふらんの財産目当てでふらんとヴェロニカに襲い掛かるが、そのあと特に襲撃している様子はない。天使博士の代理としてふらんらの通う高校の代理教師を務め、身も蓋もないが的確な助言と面倒見の良さで生徒の人気を博す。言動ゆえ分かりづらいが、かなり頭脳明晰らしい。

## 書誌情報
- 木々津克久『フランケン・ふらん』秋田書店〈チャンピオンREDコミックス〉、全8巻
  1. 2007年11月20日発売[12]、ISBN 978-4-253-23311-8
  2. 2008年7月18日発売[13]、ISBN 978-4-253-23312-5
  3. 2009年2月20日発売[14]、ISBN 978-4-253-23313-2
  4. 2009年10月20日発売[15]、ISBN 978-4-253-23314-9
  5. 2010年6月18日発売[16]、ISBN 978-4-253-23315-6
  6. 2011年1月20日発売[17]、ISBN 978-4-253-23316-3
  7. 2011年7月20日発売[18]、ISBN 978-4-253-23317-0
  8. 2012年2月20日発売[19]、ISBN 978-4-253-23318-7
- 木々津克久『フランケン・ふらん Frantic』秋田書店〈チャンピオンREDコミックス〉、既刊11巻（2025年6月19日現在）
  1. 2019年6月20日発売[20]、ISBN 978-4-253-23956-1
短編「フランケン・ふらん対開田さんの怪談」「アリスとうさぎの儒艮事件」「アリスとうさぎの犬権問題」の3作に「フランケン・ふらん Frantic」3話の後日譚となる描き下ろしの3.5話を収録[9]。なお、「開田さんの怪談VSフランケン・ふらん」は『開田さんの怪談』2巻に収録されている。
  2. 2020年3月19日発売[21]、ISBN 978-4-253-23957-8
  3. 2020年10月20日発売[22]、ISBN 978-4-253-23958-5
  4. 2021年4月20日発売[23]、ISBN 978-4-253-23959-2
  5. 2021年12月20日発売[24]、ISBN 978-4-253-23960-8
  6. 2022年7月20日発売[25]、ISBN 978-4-253-23964-6
  7. 2023年3月20日発売[26]、ISBN 978-4-253-23965-3
  8. 2023年10月19日発売[27]、ISBN 978-4-253-23978-3
  9. 2024年5月20日発売[28]、ISBN 978-4-253-23979-0
  10. 2024年12月19日発売[29]、ISBN 978-4-253-23980-6
  11. 2025年6月19日発売[30]、ISBN 978-4-253-32143-3

## ドラマCD
収録内容
1. プロローグ (1:43)
2. PART1 CHRYSALIS -蟲- (19:58)
3. PART2 MY LITTLE SISTER -妹- (13:20)
4. PART3 LUST -肉欲- (16:40)
5. エピローグ (2:24)

キャスト
- ふらん：小清水亜美
- ヴェロニカ：茅原実里
- ハウル：斧アツシ
- オズワルド：矢作紗友里
- 金田：桑谷夏子
- 田嶋：葛城政典
- 冷奈：井口裕香
- 大介：髙木俊
- 遠藤大輔
- 滝田樹里
- 宮坂俊蔵
- 内匠靖明